# Falkholmen (vid Pellinge, Borgå)
Falkholmen är en ö i Finland. Den ligger i Finska viken och i kommunen Borgå i den ekonomiska regionen  Borgå i landskapet Nyland, i den södra delen av landet. Ön ligger omkring 53 kilometer öster om Helsingfors.
Öns area är 2,6 hektar och dess största längd är 240 meter i sydöst-nordvästlig riktning. Ön höjer sig omkring 10 meter över havsytan.